# Marcel Rigout
Marcel Rigout (* 10. März 1928 in Verneuil-sur-Vienne, Département Haute-Vienne; † 23. August 2014 in Limoges, Département Haute-Vienne) war ein französischer Politiker der Parti communiste français (PCF), der unter anderem zwischen 1967 und 1968, von 1973 bis 1981 sowie zwischen 1986 und 1988 Mitglied der Nationalversammlung sowie von 1981 bis 1984 Minister für berufliche Bildung war. Nach seinem Austritt aus der PCF war er von 1992 bis zu seinem Tod 2014 Gründungspräsident der zur politischen Linken gehörenden Partei Alternative démocratie socialisme (ADS).

## Leben

### Widerstandskämpfer, Funktionär und Abgeordneter
Rigout, Sohn des Sägewerkarbeiters Joseph Rigout und der Hausfrau Marie Lagarde, wuchs mit neun Geschwistern in Verneuil-sur-Vienne auf und trat im März 1944 der Widerstandsbewegung Résistance bei. Nach der Teilnahme an der Befreiung von Limoges wurde er nach dem Ende des Zweiten Weltkrieges im April 1945 Mitarbeiter im Arsenal von Limoges. Daraufhin wurde er Mitglied der Parti communiste français (PCF) und 1948 Sekretär der PCF im Département Haute-Vienne. Aufgrund seiner Aktivitäten als Gewerkschaftsfunktionär sowie in der kommunistischen Partei verlor er 1951 mit sechs anderen Arbeitern seine Beschäftigung im Arsenal von Limoges, da diese Aktivitäten mit einer Tätigkeit in der nationalen Verteidigung unvereinbar war. 1953 wurde er zunächst Beauftragter und dann Sekretär des Kommunistischen Jugendverbandes UJRF (Union de la jeunesse républicaine de France). Nachdem er für die PCF 1958 ohne Erfolg im zweiten Wahlkreis des Département Haute-Vienne für ein Abgeordnetenmandat in der Nationalversammlung kandidiert hatte, wurde er Politischer Direktor der kommunistischen Zeitung L’Écho du Centre sowie 1961 Mitglied des Zentralkomitees der PCF.
Als Kandidat der PCF wurde Rigout schließlich am 12. März 1967 erstmals zum Mitglied der Nationalversammlung gewählt und vertrat dort bis zu den Wahlen am 30. Mai 1968 die Interessen des Département Haute-Vienne. Er war von 1970 bis 2001 Mitglied des Départements-Generalrates aus dem ehemaligen Wahlkreis Kanton Pierre-Buffière. Bei den Wahlen vom 11. März 1973 wurde er für die PCF wieder zum Mitglied der Nationalversammlung gewählt und vertrat nunmehr nach seinen Wiederwahlen am 19. März 1978 und am 21. Juni 1981 bis zum 23. Juli 1981 wieder die Interessen des Département Haute-Vienne.

### Minister, Wiederwahl in die Nationalversammlung und Austritt aus der PCF
Am 23. Juni 1981 wurde Rigout von Premierminister Pierre Mauroy als Minister für Berufsausbildung (Ministre de la formation professionnelle) in das zweite Kabinett Mauroy berufen und bekleidete dieses Ministeramt auch im dritten Kabinett Mauroy vom 24. März 1983 bis zum 17. Juli 1984. Er gehörte damit neben Charles Fiterman als Verkehrsminister, Anicet Le Pors als Minister für Öffentlichen Dienst und Jack Ralite als Gesundheitsminister zu den vier Ministern der PCF, die nach dem Wahlsieg der Linken unter François Mitterrand an der zweiten Regierung von Pierre Mauroy beteiligt waren. Im Juli 1984 beschloss die PCF die Regierung zu verlassen, um gegen die Austeritätspolitik der von der Parti socialiste (PS) gestellten Regierung zu protestieren.
Am 16. März 1986 wurde Rigout für die PCF wieder zum Mitglied der Nationalversammlung gewählt und vertrat bis zum 14. Mai 1988 abermals das Département Haute-Vienne. Aus Protest gegen die Ausrichtung der PCF Mitte der 1980er Jahre legte er am 27. Januar 1987 zunächst seine Mitgliedschaft im Zentralkomitee der Partei sowie als Politischer Direktor der Zeitung L’Écho du Centre nieder, ehe er schließlich 1990 aus der PCF nach 46-jähriger Mitgliedschaft austrat.
1992 gründete er zusammen mit Jacques Jouve, Maurice Charrier, Gaston Viens und Ellen Constans die zur politischen Linken gehörende Partei Alternative démocratie socialisme (ADS) und fungierte bis 2014 als deren Gründungspräsident.
Für seine langjährigen Verdienste wurde ihm das Ritterkreuz der Ehrenlegion verliehen.

## Hintergrundliteratur
- Henri Demay: La déchirure. Marcel Rigout, les rénovateurs limousins et le Parti communiste français, L. Souny, Limoges 1988, ISBN 2-9052-6225-7